# ماكس مالوان
ماكس مالوان (بالإنجليزية: Max Mallowan)‏ أو (بالإنجليزية: Sir Max Edgar Lucien Mallowan)‏، و لد في 6 مايو 1904 و توفي في 19 أغسطس 1978. يحمل رتبة الإمبراطورية البريطانية (بالإنجليزية: CBE)‏، هو عالم آثار بريطاني، تخصص في تاريخ الشرق الأوسط القديم و كان الزوج الثاني للكاتبه الشهيرة أجاثا كريستي .

## حياته و أعماله
كان يعمل في العراق في الموصل فترة بداية عقد السبعينيات و قد سكن منطقة محيطة بمقام النبي يونس وقام بحفر خندق تحت المرقد، وتوصل إلى آثار كنيسة النبي يونان وكذلك آثار معبد التوبة الآشوري تحت الكنيسة.

## وصلات خارجية
- Kuehl, Greg. Sir Max Mallowan at the Emuseum of the Minnesota State University, Mankato (with links)